# 金泰梨
金泰梨（： Kim Tae-Ri；1990年4月24日—），韓國女演員。

## 生平
家中為「泰」字輩，母親期望她長大後能從政，因此取名為金泰政（김태정），後因父親看到她出生時梨花盛開的美景，而改為「梨」字。原本夢想成為播音員，因此進入了慶熙大學新聞系。大學一年級參加話劇社團後喜歡上了表演，二年級時決心要成為一名演員，並於畢業後進入IRU（이루）劇團，從事了一年多的幕後工作。
2012年，在獨角戲《Spoonface Steinberg》中擔任演員姜愛心的候補主演，當時雖未有機會登台，但在姜愛心的鼓勵下進行了長達1.5小時的獨白表演，而為導演所賞識，隔年與姜愛心在本劇中擔任雙主演。此後陸續出演了《我對你感到失望》、《尋找愛》、《三色堇》、《現在還心動》等多部話劇。
2014年，與玄彬拍攝The Body Shop廣告，隨即與經紀公司J Wide Company簽約。同年通過1,500人的激烈競爭，出演導演朴贊郁時隔六年的韓國電影《下女的誘惑》，本片也是導演朴贊郁首次起用新人作為女主角。
2016年，在首部長篇電影《下女的誘惑》中飾演女僕「南淑姬」，以充滿深度的演技演繹了同性間的情感，並憑藉該片榮獲青龍電影獎、亞洲電影大獎等多項最佳新人獎的肯定。
2018年，首度主演電視劇，在曾創下韓國有線台最高平均收視率的電視劇《陽光先生》飾演貴族千金「高愛信」，作為電視新人破例直接入圍第55屆百想藝術大賞電視部門女子最優秀演技賞。
2022年，憑藉第二部主演的電視劇《二十五，二十一》包攬第58屆百想藝術大賞女子人氣賞和電視部門女子最優秀演技賞，成爲首位百想人氣、演技雙冠女演員，以及首位1990年代出生的百想視后。同年，在2022年度韓劇品牌大賞中拿下最佳女演員。
2025年，以《正年》獲得第61屆百想藝術大賞電視部門女子最優秀演技賞，成功二封百想視后。

## 影視作品

### 電視劇
| 年份   | 電視臺 | 劇名               | 角色   | 性質     |
| ------ | ------ | ------------------ | ------ | -------- |
| 2016年 | tvN    | 《明星夥伴》       | 金泰梨 | 特別出演 |
| 2018年 | tvN    | 《陽光先生》       | 高愛信 | 主演     |
| 2022年 | tvN    | 《二十五，二十一》 | 羅希度 | 主演     |
| 2023年 | SBS    | 《惡鬼》           | 具散影 | 主演     |
| 2024年 | tvN    | 《正年》           | 尹正年 | 主演     |

2025年
在Netflix 平台 參與動畫 Lost in Starlight 再見星上人的演出：南英（角色配音）

### 電影
| 年份   | 片名                       | 角色       | 性質 | 備註                                         |
| ------ | -------------------------- | ---------- | ---- | -------------------------------------------- |
| 2012年 | 《市民殭屍》               | 善良的殭屍 | 主角 | 短篇電影                                     |
| 2015年 | 《Lock Out》               | 女子       | 配角 | 短篇電影                                     |
| 2015年 | 《你看什麼看?》            | 女高中生 1 | 主角 | 短篇電影                                     |
| 2015年 | 《我是誰》                 | 泰梨       | 主角 | 短篇電影                                     |
| 2016年 | 《下女的誘惑》             | 南淑姬     | 主角 | 正式出道作並獲第71屆英國電影學院獎最佳外語片 |
| 2017年 | 《1987：黎明到來的那一天》 | 妍熙       | 主角 |                                              |
| 2017年 | 《文英》                   | 金文英     | 主角 |                                              |
| 2018年 | 《小森林》                 | 惠媛       | 主角 | [ 9 ]                                        |
| 2021年 | 《勝利號》                 | 張賢淑     | 主角 |                                              |
| 2022年 | 《外星+人1》               | 以安       | 主角 |                                              |
| 2024年 | 《外星+人2》               | 以安       | 主角 |                                              |

## 音樂作品

### 影視原聲帶（OST）
| 年份   | 曲名                     | 收錄專輯                      | 合唱藝人                     |
| ------ | ------------------------ | ----------------------------- | ---------------------------- |
| 2016年 | 《世紀末的歌曲》         | 《下女的誘惑》OST             |                              |
| 2018年 | 《被遮蔽的路（妍熙）》   | 《1987：黎明到來的那一天》OST | 姜棟元                       |
| 2018年 | 《被遮蔽的路（李韓烈）》 | 《1987：黎明到來的那一天》OST | 姜棟元                       |
| 2022年 | 《With》                 | 《二十五，二十一》OST Part.7  | 南柱赫、苞娜、崔顯旭、李宙明 |
| 2024年 | 《Tears of Mokpo》       | 《正年》OST Part.2            |                              |
| 2024年 | 《Youth of Mokpo》       | 《正年》OST Part.4            |                              |
| 2024年 | 《我要離去》             | 《正年》OST Part.5            |                              |

### 音樂錄影帶（MV）
| 年份   | 歌手         | 曲名              | 備註 |
| ------ | ------------ | ----------------- | ---- |
| 2010年 | Tafka Buddah | 《봄이 온다》     |      |
| 2012年 | Number Nine  | 《먹다버린 레몬》 |      |
| 2012年 | Yang Bitnara | 봄타령            |      |
| 2014年 | Tafka Buddah | 《Catwalk》       |      |

## 獎項紀錄
| 年份 | 頒獎典禮                   | 獎項                                  | 作品                       | 結果 |
| ---- | -------------------------- | ------------------------------------- | -------------------------- | ---- |
| 2016 | 第16屆导演选择奖           | 年度女子新人演技獎                    | 《下女的誘惑》             | 獲獎 |
| 2016 | 第25屆釜日電影獎           | 最佳女新人                            | 《下女的誘惑》             | 獲獎 |
| 2016 | 第17屆釜山電影評論家協會   | 最佳女新人                            | 《下女的誘惑》             | 獲獎 |
| 2016 | 第17屆年度女性電影人獎     | 最佳新人女演員                        | 《下女的誘惑》             | 獲獎 |
| 2016 | 第37屆青龍電影獎           | 最佳女新人                            | 《下女的誘惑》             | 獲獎 |
| 2016 | 第19屆Cine21電影獎         | 年度女子新人演員                      | 《下女的誘惑》             | 獲獎 |
| 2017 | 第8屆年度電影獎            | 最佳新人女演員                        | 《下女的誘惑》             | 獲獎 |
| 2017 | 第11屆亞洲電影大獎         | 最佳新演員                            | 《下女的誘惑》             | 獲獎 |
| 2017 | 第6屆Marie Claire電影節    | Rookie Award新人獎                    | 《下女的誘惑》             | 獲獎 |
| 2017 | 第53屆百想藝術大賞         | 電影部門 女子新人演技賞               | 《下女的誘惑》             | 提名 |
| 2017 | 第53屆百想藝術大賞         | 電影部門 女子人氣獎                   | 《下女的誘惑》             | 提名 |
| 2017 | 第2屆亞洲明星盛典          | 演員部門 Best Entertainer獎           | 《下女的誘惑》             | 獲獎 |
| 2017 | 第22屆春史電影獎           | 女子新人賞                            | 《下女的誘惑》             | 提名 |
| 2017 | 第17屆大韓民國青少年電影節 | 電影部門 人氣新演員                   | 《下女的誘惑》             | 獲獎 |
| 2018 | 第54屆百想藝術大獎         | 電影部門 女子最優秀演技賞             | 《小森林》                 | 提名 |
| 2018 | 第54屆百想藝術大獎         | 電影部門 女子人氣賞                   | 《小森林》                 | 提名 |
| 2018 | 第18屆大韓民國青少年電影節 | 最受歡迎女演員                        | 《小森林》                 | 獲獎 |
| 2018 | 第18屆导演选择奖           | 年度女子演技獎                        | 《小森林》                 | 獲獎 |
| 2018 | 第39屆青龍電影獎           | 最佳女主角                            | 《小森林》                 | 提名 |
| 2018 | 第9屆韓國大眾文化藝術獎    | 文化體育觀光部長官表彰獎              | 《小森林》                 | 獲獎 |
| 2018 | 第23屆春史電影獎           | 最佳女主角                            | 《1987：黎明到來的那一天》 | 提名 |
| 2018 | 第55屆大鐘獎               | 最佳女主角                            | 《1987：黎明到來的那一天》 | 提名 |
| 2018 | 第2屆The Seoul Awards      | 電影部門 最佳女配角                   | 《1987：黎明到來的那一天》 | 提名 |
| 2018 | 第2屆The Seoul Awards      | 電視部門 女子新人賞                   | 《陽光先生》               | 提名 |
| 2018 | 第6屆APAN Star Awards      | 女子新人賞                            | 《陽光先生》               | 獲獎 |
| 2018 | 第6屆APAN Star Awards      | K-Star人氣女演員獎                    | 《陽光先生》               | 提名 |
| 2018 | 第11屆韓國電視劇節         | 女子新人賞                            | 《陽光先生》               | 提名 |
| 2018 | 第3屆亞洲明星盛典          | 演員部門女子人氣獎                    | 《陽光先生》               | 提名 |
| 2019 | 第55屆百想藝術大獎         | 電視部門 女子最優秀演技賞             | 《陽光先生》               | 提名 |
| 2019 | 第55屆百想藝術大獎         | 電視部門 女子人氣賞                   | 《陽光先生》               | 提名 |
| 2019 | 第24屆春史電影獎           | 最佳女主角                            | 《小森林》                 | 提名 |
| 2022 | 第58屆百想藝術大獎         | 電視部門 女子最優秀演技賞             | 《二十五，二十一》         | 獲獎 |
| 2022 | 第58屆百想藝術大獎         | 女子人氣賞                            | 《二十五，二十一》         | 獲獎 |
| 2022 | 第20屆度品牌大賞           | 最佳女演員                            | 《二十五，二十一》         | 獲獎 |
| 2022 | 第8屆APAN Star Awards      | 迷你劇-女子最優秀演技獎               | 《二十五，二十一》         | 提名 |
| 2022 | 第13屆Korea Drama Awards   | 演技大賞                              | 《二十五，二十一》         | 提名 |
| 2023 | SBS演技大獎                | 大賞                                  | 《惡鬼》                   | 獲獎 |
| 2023 | SBS演技大獎                | 迷你劇類型及動作部門 女子最優秀演技獎 | 《惡鬼》                   | 提名 |
| 2024 | 第51届韓國放送大獎         | 最佳演员                              | 《惡鬼》                   | 獲獎 |
| 2024 | 第10屆APAN Star Awards     | 大賞                                  | 《正年》                   | 獲獎 |
| 2024 | 第10屆APAN Star Awards     | 中篇連續劇 女子最優秀演技賞           | 《正年》                   | 提名 |
| 2025 | 第61屆百想藝術大獎         | 放送部門 女子最優秀演技獎             | 《正年》                   | 獲獎 |
| 2025 | 第61屆百想藝術大獎         | 女子人氣獎                            | 《正年》                   | 提名 |

## 外部連結
- 经紀公司個人頁面
- 金泰梨的Instagram帳戶
- 金泰梨在韩国电影数据库（KMDb）上的資料（韓語）
- 金泰梨在互联网电影资料库（IMDb）上的資料（英文）
- 金泰梨在HanCinema的頁面（英文）